# Sérgio Cantú
Sérgio Cantú Mannarino (Rio de Janeiro, 14 de maio de 1981 [carece de fontes?]) é um dublador, diretor de dublagem e tradutor brasileiro. Ele é mais conhecido por dublar Alex Summers / Destrutor em X-Men: Evolution, Aqualad em Os Jovens Titãs e Richochete em Mucha Lucha. Dublou também L em Death Note, Sam Witwicky (interpretado por Shia LaBeouf), na versão live-action da série Transformers e Sheldon Cooper (interpretado por Jim Parsons) em The Big Bang Theory, trabalho pelo qual foi indicado ao Prêmio Yamato na categoria Melhor Dublador de Protagonista. Outros trabalhos incluem: Rocky Balboa Jr. em Rocky V, Evan em Superbad, Patrick em Dawson's Creek e a primeira voz de Seth Cohen em The O.C.: Um Estranho no Paraíso (mais tarde, substituído por Manolo Rey). Além desses personagens, dublou Ephram em Everwood, Martinho em Carrossel das Américas, Wizardmon em Digimon, Nico em Lalola, Hank McCoy / Fera em X-Men: Days of Future Past e Peter Parker / Homem-Aranha nos filmes O Espetacular Homem-Aranha, O Espetacular Homem-Aranha 2: A Ameaça de Electro, Homem-Aranha: Sem Volta Para Casa e na série animada Os Vingadores: Os Super-Heróis mais Poderosos da Terra. Sérgio Cantú também é homossexual.
Foi indicado a Melhor Dublador de Protagonista no Prêmio Yamato de 2011 por seu trabalho como Sheldon, em The Big Bang Theory.